# Katie Douglas (Schauspielerin)

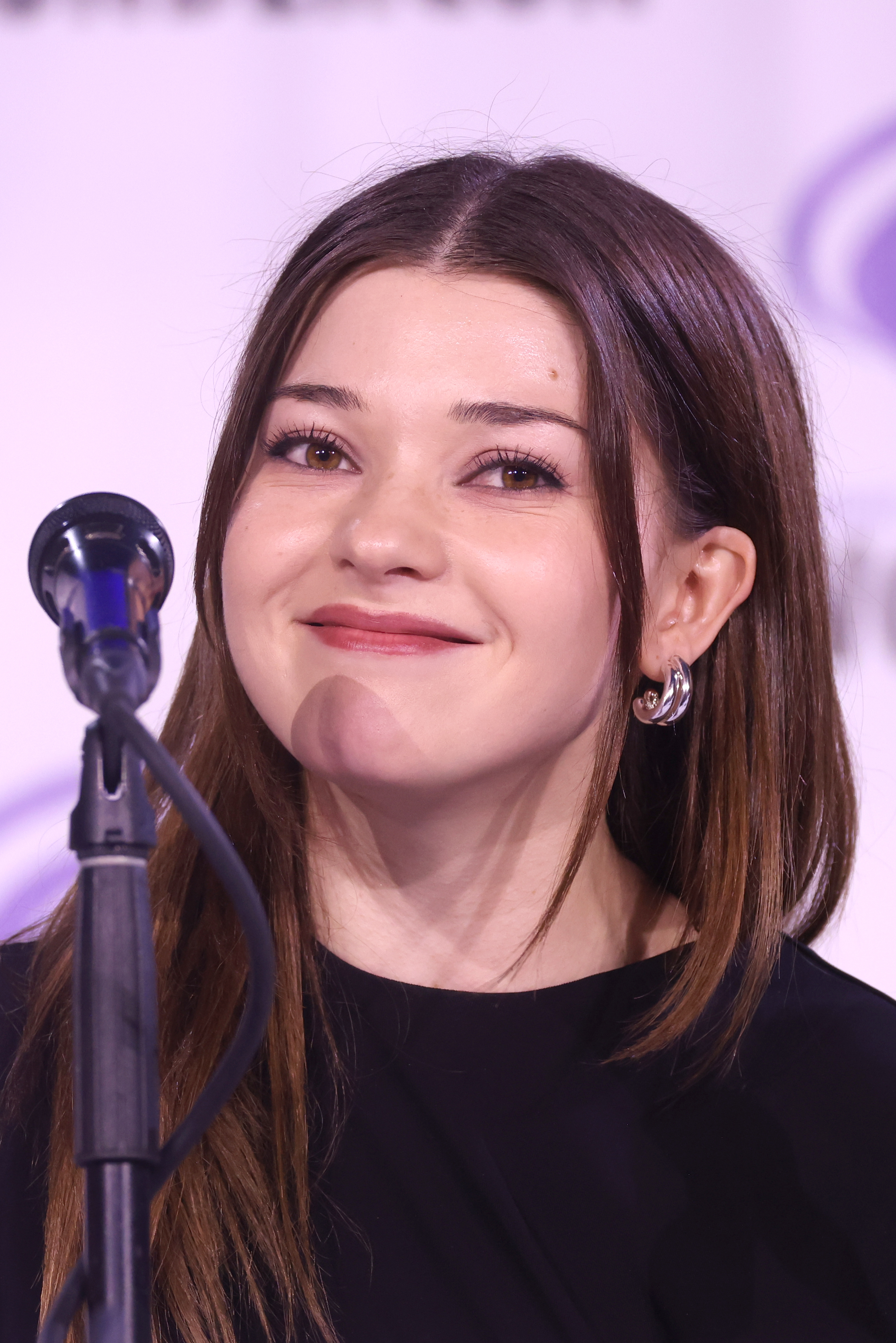
Katie Douglas, 2025

Katie Douglas (* 19. Oktober 1998 in Burlington, Ontario) ist eine kanadische Schauspielerin. Sie wurde bekannt durch ihre Rolle als Sally Wilcox in der TV-Show Spooksville.

## Leben
Douglas begann ihre Schauspiel-Karriere in F2: Forensic Factor. In der Rolle von Sally Wilcox in der TV-Show Spooksville wurde sie für ihre hervorragende Leistung in einer Fernsehserie für Kinder nominiert. Douglas spielte die Hauptrolle als junge Irisa in der Science-Fiction Fernsehserie Defiance und sie spielte die Hauptrolle als Naomi Malik ab 2017 in der TV-Serie Mary Kills People. Douglas spielte die Hauptrolle als Vivien in dem Film Level 16. In der deutschsprachigen Version von Level 16  wurde Douglas von Mayke Dähn synchronisiert.

## Filmografie (Auswahl)

### Filme
- 2011: Stay with Me (Fernsehfilm)
- 2012: Sunshine Sketches of a Little Town (Fernsehfilm)
- 2013: Compulsion
- 2018: Level 16
- 2018: Letztendlich sind wir dem Universum egal (Every Day)
- 2018: Believe Me: The Abduction of Lisa McVey (Fernsehfilm)
- 2019: Thicker Than Water (Fernsehfilm)
- 2022: The Walk
- 2023: The Girl who Escaped – The Kara Robinson Story
- 2024: Lazareth
- 2024: What Would Jesus Do? (Kurzfilm)
- 2024: This Too Shall Pass
- 2025: Clown in a Cornfield

### Fernsehserien
- 2007: F2: Forensic Factor
- 2009: Flashpoint – Das Spezialkommando (Flashpoint)
- 2011: Stay with Me
- 2012: Less Than Kind
- 2012: Alphas
- 2014: Saving Hope
- 2013–2014: Spooksville
- 2013–2015: Defiance
- 2016: Eyewitness
- 2015–2016: Max & Shred
- 2016–2018: Raising Expectations
- 2017–2019: Mary Kills People
- 2018: Einfach unheimlich (Creeped Out)
- 2018: Burden of Truth
- 2019: Nurses
- seit 2021: Ginny & Georgia
- 2021–2023: Pretty Hard Cases

## Auszeichnungen
- 2014: Nominierung für den Daytime Emmy Award – Auftritt in einer Kinderserie für Spooksville